# Kawamata
Kawamata (川俣町?) è una cittadina giapponese della prefettura di Fukushima.